# Shaman King
Shaman King (Nhật: シャーマンキング Hepburn: Shāman Kingu, từng phát hành tại Việt Nam với tên Vua Pháp Thuật) là một series manga của Takei Hiroyuki. Manga đã được hãng XEBEC chuyển thành anime và phát sóng từ năm 2001 đến năm 2002 trên kênh TV Tokyo. Phiên bản reboot của anime thực hiện bởi hãng Bridge phát sóng từ năm 2021 đến năm 2022.
Vào năm 2023, anime chuyển thể của manga Shaman King: Flowers được công bố và dự kiến lên sóng vào tháng 1 năm 2024.

## Nội dung
Trong thế giới của Shaman King có những Shaman (thầy phép) có thể điều khiển được các linh hồn. Mỗi Shaman có một linh hồn đi kèm để hỗ trợ. Cứ 500 năm 1 lần sẽ có "Shaman Fight" - đại hội thi đấu giữa các Shaman để chọn ra một Shaman King. Người này sẽ có được linh hồn vĩ đại của Trái Đất để giúp thế giới. Tuy nhiên 2 cuộc thi đấu gần đây nhất đã bị phá hoại bởi một Shaman tên là Asakura Hao. 
Manta là một cậu bé đang học trung học ở Tokyo. Cậu tình cờ làm quen với Yoh, một Shaman mới chuyển đến cùng lớp. Manta lần lượt gặp những Shaman khác như Anna, Ryu, Tao Ren, Tao Jun. Shaman King kể về cuộc phiêu lưu của Yoh, Anna, và các bạn qua lời kể của Manta.

## Tập phim

### 2001
1. The Boy Who Dances With Ghosts
2. Waiting Samurai
3. Another Shaman
4. Hyoi 100%
5. A Shaman Who is Mature for Her Age
6. Kung Fu Master
7. Pailong, Fists of Fury
8. Shaman Life
9. The Boy from the North
10. Fate of 600 Years
11. Rain That Falls In Spring
12. The Star that Signals the Beginning
13. Oversoul
14. Shaman Fight
15. Bone Killers
16. Faust Love
17. Two People’s Journey to the Best Place
18. Yoh
19. Big Souls of the Two
20. Soul Mata Cemetery
21. Believe
22. Our Deadly Blows
23. Awakened Nyan Nyan Doushi
24. Invulnerable Tao En
25. A Shaman's Journey
26. Big America
27. Dowsing Revolution
28. Lyserg's Revenge
29. Super Guts
30. The Stolen Oracle Bell
31. Forest of Holy Spirits
32. Horo Horo’s Taste of a Bitter Friendship
33. Mysterious Asakura
34. American Hot Springs
35. The Vampire Legend
36. Angel's Pistol
37. King Of Jokes
38. The Legend of Seminoa
39. Hanagumi
40. Chou Senji Ryakettsu
41. Explosive Oversouls
42. Spirit of the Sword
43. Battle of Gods
44. One More Push
45. Great Spirit
46. The Dead Spirit of Tao
47. Really Naive
48. Missionary of Dragon
49. Doctor Doctor
50. I Have A Darkness In My Heart
51. Shaman Hunt
52. It's Training! Everyone Gather!
53. Bye Bye
54. The Eighth Angel
55. Gate of Babylon
56. Door of Babylon
57. The Shaman Fight Ends?
58. Flaming Angel
59. Holy Ground of the Stars
60. Friend
61. Eternal Farewell
62. Die! Collision!
63. A Place Where I Belong
64. Epilogue

## Bài hát trong anime
2001
- Mở đầu:

1. Brave Heart
2. Oversoul
3. Northern Lights

- Kết thúc:

1. Trust You
2. Omokage

― Các bài hát đều do Hayashibara Megumi thể hiện.